# Grote Scheldeprijs 1968
Il Grote Scheldeprijs 1968, cinquantaquattresima edizione della corsa, si svolse il 30 luglio per un percorso di 226 km, con partenza ed arrivo a Schoten. Fu vinto dal belga Ward Sels della squadra Bic davanti agli olandesi Harry Steevens e Gerard Vianen.

## Ordine d'arrivo (Top 10)
| Pos. | Corridore           | Squadra                          | Tempo |
| ---- | ------------------- | -------------------------------- | ----- |
| 1    | Ward Sels           | Bic                              |       |
| 2    | Harry Steevens      | Willem II-Gazelle                |       |
| 3    | Gerard Vianen       | Caballero                        |       |
| 4    | Victor Nuelant      | Pull Over Centrale-Tasmanie-Novy |       |
| 5    | Frans Verstraeten   | Okay Whisky-Diamant -Geens       |       |
| 6    | Roland Van de Rijse | Smith's                          |       |
| 7    | Jan Harings         | Caballero                        |       |
| 8    | Frans Brands        | Smith's                          |       |
| 9    | Rini Wagtmans       | Willem II-Gazelle                |       |
| 10   | Eddy Beugels        | Mercier-BP-Hutchinson            |       |